# El Manantial, Chicontepec
El Manantial är en ort i Mexiko.   Den ligger i kommunen Chicontepec och delstaten Veracruz, i den sydöstra delen av landet, 220 km nordost om huvudstaden Mexico City. El Manantial ligger 162 meter över havet och antalet invånare är 244.
Terrängen runt El Manantial är huvudsakligen platt, men österut är den kuperad. Runt El Manantial är det ganska tätbefolkat, med 83 invånare per kvadratkilometer. Närmaste större samhälle är Ixcatepec, 11,0 km norr om El Manantial. Trakten runt El Manantial består till största delen av jordbruksmark.